# Ezra Pound

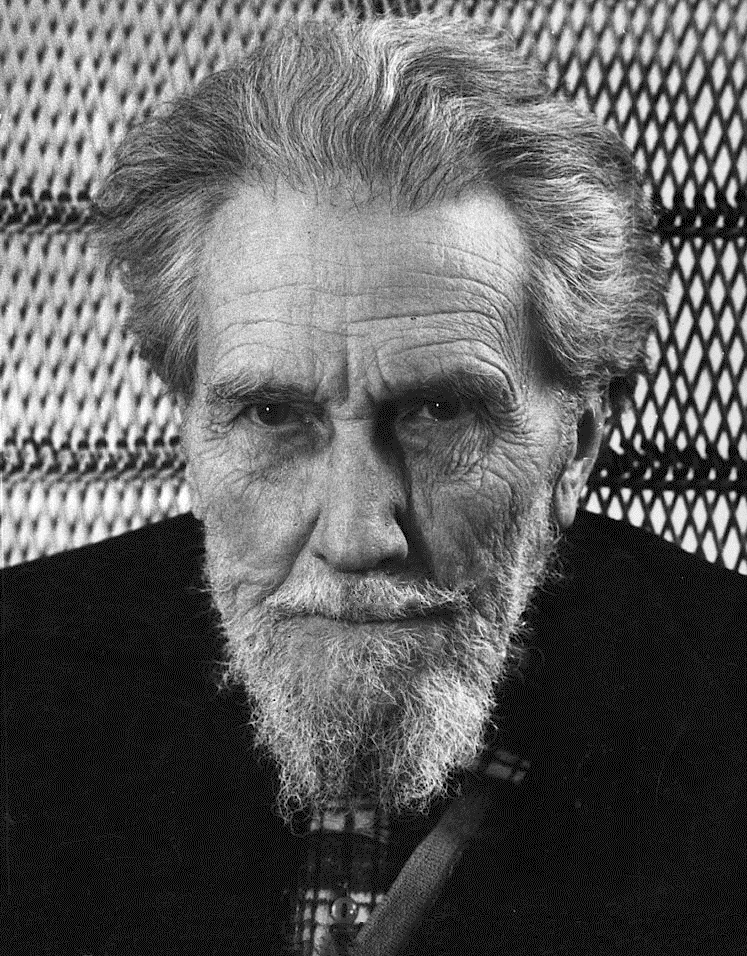
Ezra Pound in 1963

Ezra Weston Loomis Pound (Hailey, 30 oktober 1885 – Venetië, 1 november 1972) was een Amerikaans dichter, criticus, vertaler en uitgever. 
Pound was in de eerste helft van de 20e eeuw een van de belangrijkste figuren van de modernistische beweging. Als leider van de beweging van de imagisten van 1912 tot 1914, stelde hij het eerste imagistisch manifest op, met zijn nadruk op directe, sobere taal en precieze beelden in de poëzie, en hij stelde ook de eerste imagistische bloemlezing op, Des Imagistes (1914). Hij stimuleerde schrijvers als Robert Frost, William Carlos Williams, Marianne Moore, H.D., Ernest Hemingway en Wyndham Lewis door ze daadwerkelijk in hun carrière te helpen. Vooral op T.S. Eliot had Pound een diepe invloed, alsook op het werk van de Ierse auteurs William Butler Yeats en James Joyce. Op latere leeftijd werd vooral zijn episch gedicht The Cantos bekend, dat pas in 1964 volledig werd gepubliceerd.
Pound werd geboren in Hailey in de staat Idaho als zoon van Homer Loomis en Isabel Weston Pound. Zijn grootvader was Thaddeus C. Pound, de luitenant-gouverneur van Wisconsin. Toen hij 18 maanden oud was verhuisde hij met zijn familie naar een buitenwijk van Philadelphia (Pennsylvania). In 1901 ging hij studeren aan de University of Pennsylvania, maar na twee jaar continueerde hij zijn studie aan het Hamilton College, alwaar hij in 1905 zijn bachelor ontving. Hij keerde toen terug naar de University of Pennsylvania, waar hij in 1906 een master of arts in Romaanse filologie behaalde.
Gedurende zijn studie in Pennsylvania ontmoette hij William Carlos Williams, met wie hij bevriend raakte en tevens Hilda Doolittle (H.D.), met wie hij enige tijd verloofd was. Naderhand onderwees Pound op het Wabash College in Crawfordsville (Indiana), maar nadat hij een getrouwde actrice toegestaan had de nacht door te brengen in zijn kamer, ontstond er een schandaal en moest hij deze functie al na vier maanden opgeven. 
Kennissen namen hem in 1898 mee naar Europa en in 1902 bezocht hij opnieuw Europa en Marokko. In 1908 verhuisde hij definitief naar Europa. Na korte tijd als gids te hebben gewerkt in Gibraltar en een boek te hebben uitgegeven in Venetië ging hij in Londen wonen. In 1924 verhuisde hij naar Italië.
Pound was een controversieel figuur die openlijk het fascisme van Benito Mussolini steunde, en specifiek de economische inrichting der maatschappij zoals beoogd door het facisme, o.a. het corporativisme. In 1933 ontmoette hij Mussolini zelfs persoonlijk. 
Zijn persoonlijke steun voor het facisme (en in zekere mate ook het nationaalsocialisme) valt te verklaren uit zijn kritiek op het financieel-economische systeem wat begin 20e eeuw grip kreeg op grote delen der wereld, met als centrum de Anglo-Amerikaanse wereld en haar financiële centra zoals Wall Street. Hij bekritiseerde ten zeerste dit systeem op zijn speculatieve aspecten, en de praktijk van het genereren van winsten uit rente op leningen, en schreef zelfs een tot op de dag van vandaag bekende ‘canto’ over dit onderwerp: canto XLV. 
Om het uitbreken van een oorlog tussen de Verenigde Staten en het Derde Rijk en Italië te voorkomen, maakte hij in 1939 voor het eerst in meer dan twintig jaar een reis naar Amerika.
Na voortdurende tegenstand kreeg Ezra Pound in 1940 toestemming om de radio van Rome te gebruiken voor persoonlijke propaganda ter ondersteuning van de Amerikaanse grondwet, en bleef dit doen na de officiële deelname van Amerika aan de oorlog, maar alleen op voorwaarde dat hem nooit gevraagd zou worden om iets te zeggen dat in strijd was met zijn geweten of in strijd was met zijn plichten als Amerikaans staatsburger. Deze belofte werd trouw nagekomen door de Italiaanse regering. Tussen 1940 en 1943 presenteerde Pound radio-uitzendingen waarin hij o.a. het jodendom aanwees als oorlogsaanstichters, en de Amerikaanse president Roosevelt en de Amerikaanse inmenging in de Tweede Wereldoorlog aanviel. Op politieke gronden won hij daarom ook nooit de Nobelprijs voor Literatuur: de Zweedse Academie erkende weliswaar zijn betekenis voor de poëzie, maar verfoeide zijn goedkeuring van het fascisme in Italië.  Er zijn echter ook positievere geluiden: tijdens zijn gevangenschap in de V.S. negeerde de jury van de Bollingenprijs voor poëzie Pound zijn politieke carrière en concentreerde zich daarentegen op zijn literaire prestaties. In 1948 kende ze hem dan ook de prijs toe voor de Pisan Cantos.

## Publicaties (selectie)
- (1908). A Lume Spento. Venice: A. Antonini (poems, privately printed).
- (1908). A Quinzaine for This Yule. London: Pollock (poems, privately printed); and Elkin Mathews.
- (1909). Personae. London: Elkin Mathews (poems).
- (1909). Exultations. London: Elkin Mathews (poems).
- (1910). The Spirit of Romance. London: J. M. Dent & Sons (prose).
- (1910). Provenca. Boston: Small, Maynard and Company (poems).
- (1911). Canzoni. London: Elkin Mathews (poems)
- (1912). The Sonnets and Ballate of Guido Cavalcanti Boston: Small, Maynard and Company (translations; cheaper edition destroyed by fire, London: Swift & Co).
- (1912). Ripostes. S. Swift, London, (poems; first mention of Imagism)
- (1915). Cathay. Elkin Mathews (poems; translations)
- (1916). Gaudier-Brzeska. A Memoir. London: John Lane (prose).
- (1916). Certain Noble Plays of Japan: From the Manuscripts of Ernest Fenollosa, chosen by Ezra Pound.
- (1916) with Ernest Fenollosa. "Noh", or, Accomplishment: A Study of the Classical Stage of Japan. London: Macmillan and Co.
- (1916). Lustra. London: Elkin Mathews (poems).
- (1917). Twelve Dialogues of Fontenelle (translations).
- (1917). Lustra. New York: Alfred A. Knopf (poems, with the first "Three Cantos").
- (1918). Pavannes and Divisions New York: Alfred A. Knopf (prose).
- (1918). Quia Pauper Amavi London: Egoist Press (poems).
- (1919). The Fourth Canto. London: Ovid Press (poem).
- (1920). Hugh Selwyn Mauberley. London: Ovid Press (poem).
- (1920). Umbra. London: Elkin Mathews (poems and translations).
- (1920) with Ernest Fenollosa. Instigations: Together with an Essay on the Chinese Written Character. New York: Boni & Liveright (prose).
- (1921). Poems, 1918–1921. New York: Boni & Liveright.
- (1922). Remy de Gourmont: The Natural Philosophy of Love. New York: Boni & Liveright (translation).
- (1923). Indiscretions, or, Une revue des deux mondes. Paris: Three Mountains Press.
- (1924) as William Atheling. Antheil and the Treatise on Harmony. Paris (essays).
- (1925). A Draft of XVI Cantos. Paris: Three Mountains Press. The first collection of The Cantos.
- (1926). Personae: The Collected Poems of Ezra Pound. New York: Boni & Liveright.
- (1928). A Draft of the Cantos 17–27. London: John Rodker.
- (1928). Selected Poems. Edited and with an introduction by T. S. Eliot. London: Faber & Faber.
- (1928). Ta Hio: The Great Learning, newly rendered into the American language. Seattle: University of Washington Bookstore (translation).
- (1930). A Draft of XXX Cantos. Paris: Nancy Cunard's Hours Press.
- (1930). Imaginary Letters. Paris: Black Sun Press. Eight essays from the Little Review, 1917–18.
- (1931). How to Read. Harmsworth (essays).
- (1932). Guido Cavalcanti Rime. Genoa: Edizioni Marsano (translations).
- (1933). ABC of Economics. London: Faber & Faber (essays).
- (1934). Eleven New Cantos: XXXI–XLI. New York: Farrar & Rinehart (poems).
- (1934). Homage to Sextus Propertius. London: Faber & Faber (poems).
- (1934). ABC of Reading. New Haven: Yale University Press (essays).
- (1934). Make It New. London: Faber & Faber (essays).
- (1935). Alfred Venison's Poems: Social Credit Themes by the Poet of Titchfield Street. London: Stanley Nott, Ltd. Pamphlets on the New Economics, No. 9 (essays).
- (1935). Jefferson and/or Mussolini. London: Stanley Nott. (essays).
- (1935). Social Credit: An Impact. London: Stanley Nott. (essays). Repr.: Peter Russell (1951). Money Pamphlets by Pound, no. 5, London.
- (1936) with Ernest Fenollosa. The Chinese Written Character as a Medium for Poetry. London: Stanley Nott.
- (1937). The Fifth Decade of Cantos. New York: Farrar & Rinehart (poems).
- (1937). Polite Essays. London: Faber & Faber (essays).
- (1937). Confucius: Digest of the Analects, edited and published by Giovanni Scheiwiller, (translations)
- (1938). Guide to Kulchur. New York: New Directions.
- (1939). What Is Money For?. Greater Britain Publications (essays). Money Pamphlets by Pound, no. 3. London: Peter Russell.
- (1940). Cantos LXII–LXXI. New Directions, New York (John Adams Cantos 62–71).
- (1942). Carta da Visita di Ezra Pound. Edizioni di lettere d'oggi. Rome. English translation by John Drummond: A Visiting Card. Money Pamphlets by Pound, no. 4. London: Peter Russell, 1952 (essays).
- (1944). L'America, Roosevelt e le cause della guerra presente. Casa editrice della edizioni popolari, Venice. English translation, by John Drummond: America, Roosevelt and the Causes of the Present War, Money Pamphlets by Pound, no. 6, Peter Russell, London 1951
- (1944). Introduzione alla Natura Economica degli S.U.A.. Casa editrice della edizioni popolari. Venice. English translation An Introduction to the Economic Nature of the United States, by Carmine Amore. Repr.: Peter Russell, Money Pamphlets by Pound, London 1950 (essay)
- (1944). Orientamenti. Casa editrice dalla edizioni popolari. Venice (prose)
- (1944). Oro et lavoro: alla memoria di Aurelio Baisi. Moderna, Rapallo. English translation: Gold and Work, Money Pamphlets by Pound, no. 2, Peter Russell, London 1952 (essays)
- (1948). If This Be Treason. Siena: privately printed for Olga Rudge by Tip Nuova (original drafts of six of Pound's Radio Rome broadcasts)
- (1948). The Pisan Cantos. New York: New Directions Publishing (Cantos 74–84)
- (1948). The Cantos of Ezra Pound (includes The Pisan Cantos). New Directions, poems
- (1949). Elektra (started in 1949, first performed 1987), a play by Ezra Pound and Rudd Fleming
- (1950). Seventy Cantos. London: Faber & Faber. OCLC 468875760
- (1950). Patria Mia. Chicago: R. F. Seymour (reworked New Age articles, 1912–1913). OCLC 230706458
- (1951). Confucius: The Great Digest and Unwobbling Pivot. New York: New Directions (translation). OCLC 334011927.[9] (John) Kaspar & (David) Horton, Square $ Series, New York (translation)
- (1951). Confucius: Analects (John) Kaspar & (David) Horton, Square $ Series, New York (translation).
- (1954, 1982). Shih-Ching - The Classic Anthology Defined by Confucius. Harvard University Press (translations)
- (1954). Lavoro ed Usura. All'insegna del pesce d'oro. Milan (essays)
- (1955). Section: Rock-Drill, 85–95 de los Cantares. All'insegna del pesce d'oro, Milan (poems)
- (1956). Sophocles: The Women of Trachis. A Version by Ezra Pound. Neville Spearman, London (translation)
- (1957). Brancusi. Milan (essay)
- (1959). Thrones: 96–109 de los Cantares. New York: New Directions (poems).
- (1968). Drafts and Fragments: Cantos CX–CXVII. New York: New Directions (poems)

## Nederlandse vertalingen
- Usura: de canto's XLV, XLIX, LI, vertaald door Mon Nys, Druksel 2014
- Cathay, vertaald door Mon Nys, Druksel 2014

- Bibsys: 90069907
- Biblioteca Nacional de Chile: 000047377
- Biblioteca Nacional de España: XX1146129
- Bibliothèque nationale de France: cb119204669 (data)
- Catàleg d'autoritats de noms i títols de Catalunya: 981058521623706706
- CiNii: DA0056536X
- Digitale Bibliotheek voor de Nederlandse Letteren: poun001
- Gemeinsame Normdatei: 118596039
- International Standard Name Identifier: 0000 0001 1608 7663
- Library of Congress Control Number: n78097014
- Nationale Bibliotheek van Letland: 000045714
- MusicBrainz: dfa199c1-ff92-409a-ad01-1e91c299e075
- National Archives and Records Administration: 10581148
- Bibliotheek van het Japanse parlement: 00453209
- Nationale Bibliotheek van Tsjechië: jn19990006663
- Nationale bibliotheek van Australië: 35430480
- Nationale Bibliotheek van Israël: 987007266592205171
- Nationale Bibliotheek van Polen: a0000001184843
- Nationale en Universitaire bibliotheek Zagreb: 000050541
- Nederlandse Thesaurus van Auteursnamen: 068870795
- Istituto Centrale per il Catalogo Unico: CFIV010952
- LIBRIS: 206395
- SNAC: w6650f4k
- Système universitaire de documentation: 027341445
- Trove: 950114
- Union List of Artist Names: 500324336
- Virtual International Authority File: 24606774
- WorldCat: E39PBJbtvycCHtygrDpmvGJdQq